# HD 37124 b
HD 37124 b (بالإنجليزية: HD 37124 b)‏ الذي يرمز له بالرمز HD 37124b، هو كوكب خارج المجموعة الشمسية، في كوكبة الثور (كوكبة)، يتبع HD 37124 ‏.

## الاكتشاف
اكتشف في 1 نوفمبر 1999، وكانت طريقة الاكتشاف دوبلر الطيفي.